# Mšec
Mšec település Csehországban, Rakovníki járásban. Mšec Třtice, Srbeč, Bdín, Jedomělice, Pozdeň, Drnek és Mšecké Žehrovice településekkel határos. Lakosainak száma 892 fő (2024. január 1.).

## Népesség
A település lakosságának változását az alábbi diagram mutatja:
| Lakosok száma | 1179 | 1209 | 1163 | 999  | 826  | 828  | 902  | 916  | 897  | 892  |
|               | 1869 | 1890 | 1921 | 1950 | 1980 | 2001 | 2017 | 2019 | 2022 | 2024 |